# 納霍德縣

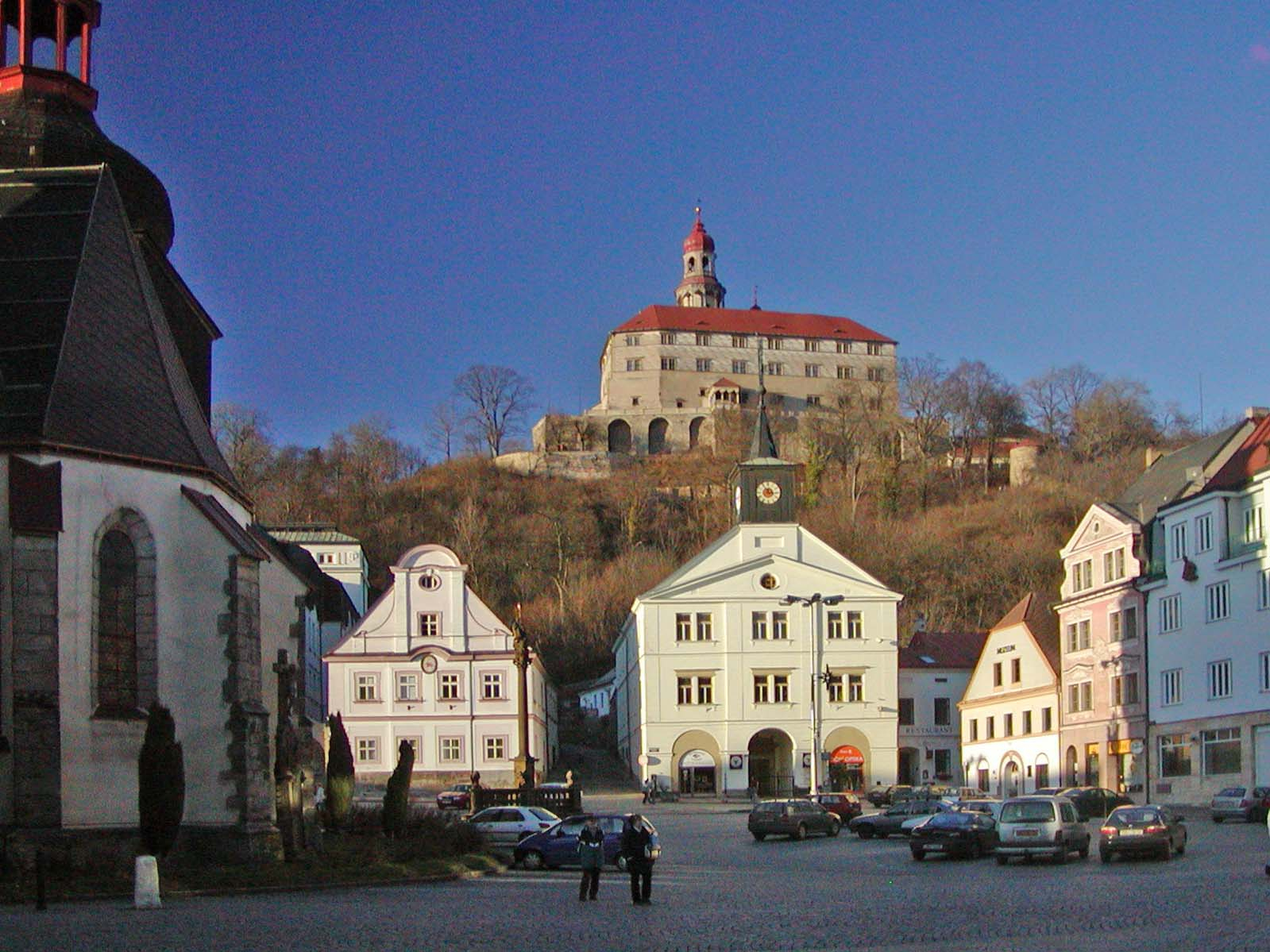

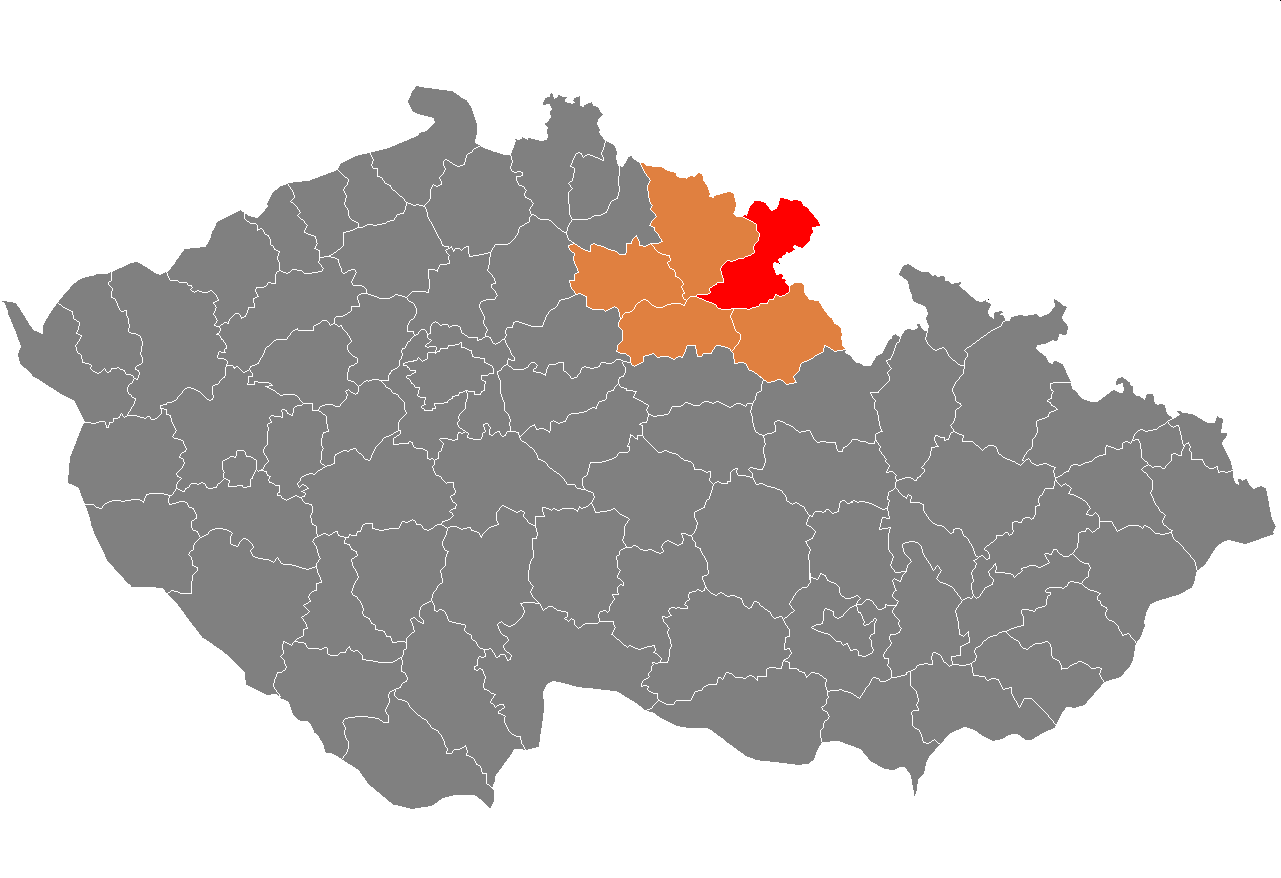

50°25′00″N 16°09′47″E / 50.41667°N 16.16306°E
納霍德縣（捷克語：Okres Náchod），是捷克的縣份，位於該國北部，由赫拉德茨-克拉洛韋州負責管轄，首府設於納霍德，面積852平方公里，2007年人口112,293，人口密度每平方公里132人。